# Dziadkowice (gromada)
Dziadkowice – dawna gromada, czyli najmniejsza jednostka podziału terytorialnego Polskiej Rzeczypospolitej Ludowej w latach 1954–1972.
Gromady, z gromadzkimi radami narodowymi (GRN) jako organami władzy najniższego stopnia na wsi, funkcjonowały od reformy reorganizującej administrację wiejską przeprowadzonej jesienią 1954 do momentu ich zniesienia z dniem 1 stycznia 1973, tym samym wypierając organizację gminną w latach 1954–1972.
Gromadę Dziadkowice z siedzibą GRN w Dziadkowicach utworzono – jako jedną z 8759 gromad – w powiecie siemiatyckim w woj. białostockim, na mocy uchwały nr 21/V WRN w Białymstoku z dnia 4 października 1954. W skład jednostki weszły obszary dotychczasowych gromad Dziadkowice, Brzeziny, Kąty, Korzeniówka, Wojeniec i Zaręby ze zniesionej gminy Dziadkowice w tymże powiecie. Dla gromady ustalono 11 członków gromadzkiej rady narodowej.
1 stycznia 1958 do gromady Dziadkowice przyłączono obszary zniesionych gromad Hornowo i Żurobice.
31 grudnia 1959 do gromady Dziadkowice przyłączono wieś Malinowo ze zniesionej gromady Makarki.
1 stycznia 1972 do gromady Dziadkowice przyłączono wsie Dołubowo, Siedlece, Smolugi i Zamianowo oraz 241 oddział lasów państwowych Nadleśnictwa Państwowego w Rutce ze zniesionej gromady Czarna Średnia.
Gromada przetrwała do końca 1972 roku, czyli do kolejnej reformy gminnej. Z dniem 1 stycznia 1973 roku reaktywowano gminę Dziadkowice.